# Gerard Heinz
Gerard Heinz, geboren als Gerhard Hinze (* 2. Januar 1904 in Hamburg; † 20. November 1972 in England) war ein deutscher Schauspieler beim britischen Film.

## Leben und Wirken
Hinze begann seine Bühnenlaufbahn 1921. Zu seinen frühen Theaterstationen zählen u. a. Duisburg, Bochum und das Deutsche Schauspielhaus in seiner Heimatstadt Hamburg. Zuletzt (1933) engagierte sich das KPD-Mitglied in dem Kollektiv Hamburger Schauspieler, für das er überdies als Dramaturg und Spielleiter in Erscheinung trat.
Im März 1933 geriet Gerhard Hinze am Altonaer Schillertheater in eine Saalschlacht zwischen den „Roten Studenten“ und einem SA-Schlägertrupp und musste daraufhin untertauchen. In Berlin zweimal verhaftet, hielt man ihn vier Monate lang im KZ Oranienburg fest: vom 9. bis zum 13. Januar 1934 und vom 17. März bis zum 14. Juli 1934. Nach seiner Entlassung versteckte ihn sein Kollege Ferdinand Marian für einige Tage in seiner Wohnung, bis ihm die Flucht in die Schweiz und von dort 1935 nach Prag gelang, wo er sich erneut am politisch links orientierten Theater („Einheitsfronttruppe“) engagierte. Noch im selben Jahr reiste er in die UdSSR weiter. Hier trat er zunächst unter der Leitung Maxim Vallentins am Deutschen Gebietstheater von Dnepropetrowsk (u. a. in Heinrich von Kleists Klassiker „Der zerbrochne Krug“), einem Wandertheater für Wolga-Deutsche, auf. Später wechselte er ans Deutsche Kollektivistentheater in Odessa (heutige Ukraine). 1938 entzog sich Gerhard Hinze den zu dieser Zeit wütenden stalinistischen „Säuberungen“ durch Flucht in die Tschechoslowakei.
Infolge der sogenannten Zerschlagung der Rest-Tschechei im Frühjahr 1939 reiste Hinze in die Schweiz und erreichte noch im selben Jahr England, die Heimat seiner Lebensgefährtin. Bei Ausbruch des Zweiten Weltkrieges wurde der Exil-Deutsche als „feindlicher Ausländer“ augenblicklich festgesetzt und bis Ende 1941 in ein Internierungscamp nach Kanada verbracht. Dort engagierte sich Hinze am Lagertheater. Anfang 1942 ließ man ihn nach London zurückkehren und er nahm unter dem Pseudonym Gerard Heinz seine Arbeit bei Bühne (Kabarettaufführungen wie reguläres Sprechtheater), Rundfunk (Sprecher deutscher Sendungen der BBC) und Film auf.
In den Nachkriegsjahren sah man Heinz vor allem an Londons Westend-Bühnen (in leichtgewichtigen Stücken wie z. B. 1952 ‘Dear Charles’). Im britischen Film wurde Heinz von Anbeginn auf „teutonische“ Charaktere festgelegt. Er verkörperte zumeist den kultivierten wie skrupellosen und inhumanen Nazi-Wissenschaftler und -Mediziner; zuletzt auch in Horrorfilmen. Mehrfach spielte er auch andere bedrohlich wirkende Ausländer. Seit den 1950er Jahren war Heinz eine häufig besetzte Charge in Fernsehserien (u. a. in „Sir Francis Drake“ und „Simon Templar“).

## Filmografie (Auswahl)
| - 1942: Thunder Rock - 1943: English Without Tears - 1946: Gefährliche Reise (Caravan) - 1947: Frieda - 1947: Notlandung (Broken Journey) - 1948: Kleines Herz in Not (The Fallen Idol) - 1948: Schlafwagen nach Triest (Sleeping Car to Trieste) - 1948: Vom sündigen Poeten (The Bad Lord Byron) - 1949: Frauen im gefährlichen Alter (That Dangerous Age) - 1949: The Lost People - 1949: Staatsgeheimnis (State Secret) - 1950: Auf falscher Spur (The Clouded Yellow) - 1951: Serum 703 (White Corridors) - 1951: His Excellency - 1952: Sekunden der Verzweiflung (Desperate Moment) - 1952: Treffpunkt Moskau (Top Secret) - 1952: Der große Atlantik (The Cruel Sea) | - 1954: Der Gefangene (The Prisoner) - 1956: You Pay Your Money - 1957: Das Zeichen des Falken (Accused) - 1958: Der Mann ohne Nerven (The Man Inside) - 1959: Das Haus der sieben Falken (House of the Seven Hawks) - 1959: Wernher von Braun – Ich greife nach den Sternen - 1960: In den Fängen des FBI (Offbeat) - 1962: Ein Königreich für einen Affen (Operation Snatch) - 1962: U 153 antwortet nicht (Mystery Submarine) - 1964: Die Gruft der toten Frauen (Devils of Darkness) - 1964: Kennwort „Schweres Wasser“ (The Heroes of Telemark) - 1965: Frankenstein 70 – Das Ungeheuer mit der Feuerklaue (The Projected Man) - 1966: Das dreckige Dutzend (The Dirty Dozen) - 1967: Simon Templar (Folge The Reluctant Revolution) - 1970: Graf Yoster gibt sich die Ehre (Folge: In London weiß der Nebel mehr als wir...) - 1971: Venom |